# コンクガイ
コンクガイ（Aliger gigas または Lobatus gigas、Strombus gigas）は、ソデボラ科に分類される巻貝の一種。ピンクガイとも呼ばれる。英名はクイーンコンク（Queen Conch）
カリブ海および熱帯北西大西洋に生息する最大の軟体動物の1つで、殻の長さは最大で35.2センチメートルに達する。

## 特徴
草食性で、海底に生える海草や藻類、その腐敗物を餌とする。生息場所は発育年齢によって異なるが、通常は海草に覆われた砂地に生息する。成体の貝殻は非常に大きく、堅固で重く、肩には突起状の棘があり、外側の縁は広がって厚く、特徴的なピンク色またはオレンジ色の開口部がある。外見は砂色で、周囲に溶け込むのに役立つ。外側の縁は幼体にはなく、巻貝が生殖年齢に達すると発達する。殻の外側の縁が厚いほど、老齢個体であることを示す。軟体部分の構造はソデボラ科の他の巻貝と類似しており、長い吻部、よく発達した眼を持つ2本の眼柄、強力な足、角質の鎌状の蓋を備える。
生きた個体の殻と軟部組織は、エゾフネガイ属などの貝類やカニダマシ科の甲殻類、テンジクダイ科の魚など数種類の共生動物の住処となっている。コクシジウムが寄生していることがある。主な天敵は他の大型捕食性海巻貝、タコ、ヒトデ、甲殻類、脊椎動物 (魚、ウミガメ、コモリザメ) など。特にウミガメやコモリザメなどの大型捕食動物にとっては重要な食料源となっている。
ごく稀に（約1万個体につき1個体）、外套膜の中にコンクパールと呼ばれる真珠が見つかることがある。これらの真珠は貝殻の内側の色に対応したさまざまな色で存在するが、ピンク色のものが最も価値があるとされる。

## 利用
人間による捕獲と消費は先史時代まで遡る。その殻は土産物として売られ、装飾品として使われている。歴史的には、ネイティブアメリカンやカリブ海の先住民族が、その殻の一部を使ってさまざまな道具を作っていた。
西インド諸島や南フロリダの多くの島々では重要な食糧資源となっており、サラダやチャウダー、フリッター、スープ、シチュー、パテ、その他さまざまな料理に使われている。
近年は極端な乱獲により個体数が減っており、国際取引は絶滅のおそれのある野生動植物の種の国際取引に関する条約（ワシントン条約）により規制されている。